# Aurélie Perrillat-Collomb
Aurélie Perrillat-Collomb, z domu  Storti (ur. 3 maja 1980 w Évian-les-Bains) – francuska biegaczka narciarska, zawodniczka klubu Douanes Megève.

## Kariera
Po raz pierwszy na arenie międzynarodowej Aurélie Perrillat-Collomb pojawiła się 28 grudnia 1997 roku w zawodach Pucharu Kontynentalnego w szwajcarskiej miejscowości Campra, zajmując 24. miejsce w biegu na 5 km techniką klasyczną. Rok później wystąpiła na mistrzostwach świata juniorów w Sankt Moritz, jednak plasowała się poza czołową trzydziestką. Jeszcze dwukrotnie startowała na imprezach tego cyklu, najlepsze wyniki osiągając podczas mistrzostw świata juniorów w Saalfelden w 1999 roku, gdzie była osiemnasta, zarówno w biegu na 5 km klasykiem, jak i na 15 km stylem dowolnym. W Pucharze Świata zadebiutowała 17 marca 2000 roku w Bormio, zajmując 43. miejsce w biegu na 5 km stylem klasycznym. Pierwsze punkty zdobyła 8 stycznia 2002 roku w Val di Fiemme za 22. miejsce w biegu na 15 km stylem klasycznym. Nigdy nie stała na podium zawodów pucharowych. W klasyfikacji generalnej najlepszy wynik osiągnęła w sezonie 2005/2006, który ukończyła na 46. pozycji. W 2002 roku wystąpiła na igrzyskach olimpijskich w Salt Lake City, zajmując między innymi siedemnaste miejsce w biegu na 10 km klasykiem. Na rozgrywanych cztery lata później igrzyskach olimpijskich w Turynie indywidualnie plasowała się poza trzydziestką, ale była jedenasta w sprincie drużynowym i dziewiąta w sztafecie. Podczas mistrzostw świata w Val di Fiemme jej najlepszym wynikiem było osiemnaste miejsce w biegu na 15 km klasykiem. Wystąpiła także na mistrzostwach świata w Oberstdorfie w 2005 roku zajmując między innymi szóste miejsce w sprincie drużynowym, dziewiąte w sztafecie oraz dziewiętnaste w biegu łączonym na 15 km. W 2006 roku zakończyła karierę.

## Osiągnięcia

### Igrzyska olimpijskie
| Miejsce | Dzień     | Rok  | Miejscowość    | Konkurencja                        | Czas biegu  | Strata      | Zwyciężczyni     |
| ------- | --------- | ---- | -------------- | ---------------------------------- | ----------- | ----------- | ---------------- |
| 17.     | 12 lutego | 2002 | Salt Lake City | 10 km stylem klasycznym            | 28:05,6 min | +1:54,6 min | Bente Skari      |
| 31.     | 15 lutego | 2002 | Salt Lake City | 2 × 5 km bieg łączony              | 25:09.9 min | +1:18,0 min | Beckie Scott     |
| 11.     | 14 lutego | 2006 | Turyn          | Sprint drużynowy stylem klasycznym | 16:36,9 min | -           | Szwecja          |
| 37.     | 16 lutego | 2006 | Turyn          | 10 km stylem klasycznym            | 27:51,4 min | +2:44,5 min | Kristina Šmigun  |
| 9.      | 18 lutego | 2006 | Turyn          | Sztafeta 4 × 5 km                  | 54:47,7 min | +1:53,7 min | Rosja            |
| 34.     | 22 lutego | 2006 | Turyn          | Sprint stylem dowolnym             | 2:12,3 min  | -           | Chandra Crawford |

### Mistrzostwa świata
| Miejsce | Dzień     | Rok  | Miejscowość   | Konkurencja                      | Czas biegu  | Strata      | Zwyciężczyni     |
| ------- | --------- | ---- | ------------- | -------------------------------- | ----------- | ----------- | ---------------- |
| 18.     | 18 lutego | 2003 | Val di Fiemme | 15 km stylem klasycznym          | 39:40,9 min | +2:22,8 min | Bente Skari      |
| 19.     | 20 lutego | 2003 | Val di Fiemme | 10 km stylem klasycznym          | 25:47,0 min | +1:46,4 min | Bente Skari      |
| 9.      | 24 lutego | 2003 | Val di Fiemme | Sztafeta 4 × 5 km                | 50:54,7 min | +2:11,3 min | Niemcy           |
| 37.     | 28 lutego | 2003 | Val di Fiemme | 30 km stylem dowolnym            | 1:14:29,8 h | +8:10,0 min | Olga Zawjałowa   |
| 19.     | 19 lutego | 2005 | Oberstdorf    | 2 × 7,5 km bieg łączony          | 42:16,8 min | +2:20,1 min | Julija Czepałowa |
| 9.      | 21 lutego | 2005 | Oberstdorf    | Sztafeta 4 × 5 km                | 57:15,7 min | +2:49,6 min | Norwegia         |
| 6.      | 25 lutego | 2005 | Oberstdorf    | Sprint drużynowy stylem dowolnym | 12:19,7 min | +14,2 s     | Norwegia         |
| 25.     | 26 lutego | 2005 | Oberstdorf    | 30 km stylem klasycznym          | 1:27:05,8 h | +4:20,3 min | Marit Bjørgen    |

### Mistrzostwa świata juniorów
| Miejsce | Dzień       | Rok  | Miejscowość                   | Konkurs                 | Wynik       | Strata      | Zwyciężczyni           |
| ------- | ----------- | ---- | ----------------------------- | ----------------------- | ----------- | ----------- | ---------------------- |
| 36.     | 21 stycznia | 1998 | Sankt Moritz                  | 5 km stylem dowolnym    | 14:03,2 min | +1:15,9 min | Katrin Šmigun          |
| 33.     | 25 stycznia | 1998 | Sankt Moritz                  | 15 km stylem klasycznym | 48:25,6 min | +4:06,6 min | Hilde Glomsås          |
| 18.     | 3 lutego    | 1999 | Saalfelden am Steinernen Meer | 5 km stylem klasycznym  | 14:23,5 min | +39,5 s     | Lina Andersson         |
| 18.     | 7 lutego    | 1999 | Saalfelden am Steinernen Meer | 15 km stylem dowolnym   | 41:20,5 min | +3:19,2 min | Zuzana Kocumová        |
| 29.     | 25 stycznia | 2000 | Štrbské Pleso                 | 5 km stylem dowolnym    | 14:35,3 min | +2:07,3 min | Jekatierina Sczastliwa |
| 31.     | 30 stycznia | 2000 | Štrbské Pleso                 | 15 km stylem klasycznym | 50:48,1 min | +4:47,9 min | Evi Sachenbacher       |

### Puchar Świata

#### Miejsca w klasyfikacji generalnej
- sezon 2001/2002: 80.
- sezon 2002/2003: 94.
- sezon 2003/2004: 61.
- sezon 2004/2005: 51.
- sezon 2005/2006: 46.

#### Miejsca na podium
Perrillat-Collomb nie stała na podium zawodów PŚ.